# Cory Joseph
Cory Ephram Joseph (Pickering, 20 agosto 1991) è un cestista canadese, professionista nella NBA con gli Orlando Magic.

## Carriera
Viene selezionato come 29ª scelta assoluta al primo giro del Draft NBA 2011 dai San Antonio Spurs.
Per la stagione 2012-2013 viene affidato in prestito agli Austin Spurs in NBA Development League con i quali vince il campionato.
Torna poi a San Antonio e vince il suo primo titolo NBA nella stagione 2013-2014.

## Statistiche
| † | Denota una stagione in cui ha vinto il titolo |

### NCAA
| Anno      | Squadra         | PG | PT | MP   | TC%  | 3P%  | TL%  | RP  | AP  | PRP | SP  | PP   |
| --------- | --------------- | -- | -- | ---- | ---- | ---- | ---- | --- | --- | --- | --- | ---- |
| 2010-2011 | Texas Longhorns | 36 | 36 | 32,4 | 42,2 | 41,3 | 69,9 | 3,6 | 3,0 | 1,0 | 0,3 | 10,4 |
| Carriera  | Carriera        | 36 | 36 | 32,4 | 42,2 | 41,3 | 69,9 | 3,6 | 3,0 | 1,0 | 0,3 | 10,4 |

#### Massimi in carriera
- Massimo di punti: 21 vs North Carolina-Chapel Hill (18 dicembre 2010)[1]
- Massimo di rimbalzi: 9 (2 volte)
- Massimo di assist: 7 (2 volte)
- Massimo di palle rubate: 4 vs Louisiana Tech (10 novembre 2010)
- Massimo di stoppate: 2 vs Illinois-Urbana-Champaign (18 novembre 2010)
- Massimo di minuti giocati: 38 vs Illinois-Urbana-Champaign (18 novembre 2010)

### NBA

#### Regular Season
| Anno       | Squadra           | PG  | PT  | MP   | TC%  | 3P%  | TL%  | RP  | AP  | PRP | SP  | PP   |
| ---------- | ----------------- | --- | --- | ---- | ---- | ---- | ---- | --- | --- | --- | --- | ---- |
| 2011-2012  | San Antonio Spurs | 29  | 1   | 9,2  | 31,4 | 20,0 | 64,7 | 0,9 | 1,2 | 0,2 | 0,1 | 2,0  |
| 2012-2013  | San Antonio Spurs | 28  | 9   | 13,9 | 46,4 | 28,6 | 85,7 | 1,9 | 1,9 | 0,5 | 0,1 | 4,5  |
| 2013-2014† | San Antonio Spurs | 68  | 19  | 13,8 | 47,5 | 31,6 | 82,3 | 1,6 | 1,7 | 0,5 | 0,2 | 5,0  |
| 2014-2015  | San Antonio Spurs | 79  | 14  | 18,3 | 50,4 | 36,4 | 73,4 | 2,4 | 2,4 | 0,6 | 0,2 | 6,8  |
| 2015-2016  | Toronto Raptors   | 80  | 4   | 25,6 | 43,9 | 27,3 | 76,4 | 2,6 | 3,1 | 0,8 | 0,3 | 8,5  |
| 2016-2017  | Toronto Raptors   | 80  | 22  | 25,0 | 45,2 | 35,6 | 77,0 | 3,0 | 3,3 | 0,8 | 0,2 | 9,3  |
| 2017-2018  | Indiana Pacers    | 82  | 17  | 27,0 | 42,4 | 35,3 | 74,5 | 3,2 | 3,2 | 1,0 | 0,2 | 7,9  |
| 2018-2019  | Indiana Pacers    | 82  | 9   | 25,2 | 41,2 | 32,2 | 69,8 | 3,4 | 3,9 | 1,1 | 0,3 | 6,5  |
| 2019-2020  | Sacramento Kings  | 72  | 26  | 24,4 | 41,5 | 35,2 | 85,7 | 2,6 | 3,5 | 0,7 | 0,3 | 6,4  |
| 2020-2021  | Sacramento Kings  | 44  | 2   | 21,5 | 44,4 | 33,0 | 76,6 | 2,3 | 2,5 | 0,9 | 0,2 | 6,6  |
| 2020-2021  | Detroit Pistons   | 19  | 11  | 26,4 | 50,6 | 36,8 | 87,8 | 3,2 | 5,5 | 1,2 | 0,5 | 12,0 |
| 2021-2022  | Detroit Pistons   | 65  | 39  | 24,6 | 44,5 | 41,4 | 88,5 | 2,7 | 3,6 | 0,6 | 0,3 | 8,0  |
| 2022-2023  | Detroit Pistons   | 62  | 2   | 19,8 | 42,7 | 38,9 | 79,2 | 1,7 | 3,5 | 0,5 | 0,1 | 6,9  |
| 2023-2024  | G.S. Warriors     | 26  | 0   | 11,4 | 35,9 | 31,0 | 57,1 | 1,2 | 1,6 | 0,2 | 0,1 | 2,4  |
| 2024-2025  | Orlando Magic     | 50  | 16  | 12,2 | 40,3 | 36,4 | 77,8 | 1,5 | 1,4 | 0,5 | 0,1 | 3,5  |
| Carriera   | Carriera          | 866 | 191 | 21,1 | 44,0 | 35,0 | 78,6 | 2,4 | 2,9 | 0,7 | 0,2 | 6,7  |

#### Play-off
| Anno     | Squadra           | PG | PT | MP   | TC%  | 3P%  | TL%  | RP  | AP  | PRP | SP  | PP  |
| -------- | ----------------- | -- | -- | ---- | ---- | ---- | ---- | --- | --- | --- | --- | --- |
| 2013     | San Antonio Spurs | 20 | 0  | 9,6  | 46,4 | 18,2 | 45,5 | 1,6 | 1,2 | 0,3 | 0,1 | 3,0 |
| 2014†    | San Antonio Spurs | 17 | 0  | 5,1  | 48,6 | 0,0  | 77,8 | 0,5 | 0,5 | 0,2 | 0,0 | 2,8 |
| 2015     | San Antonio Spurs | 4  | 0  | 5,5  | 83,3 | -    | 50,0 | 0,3 | 0,0 | 0,0 | 0,3 | 2,8 |
| 2016     | Toronto Raptors   | 20 | 0  | 22,6 | 46,6 | 33,3 | 75,0 | 2,1 | 2,4 | 0,9 | 0,1 | 8,5 |
| 2017     | Toronto Raptors   | 10 | 2  | 21,2 | 43,7 | 40,9 | 100  | 2,1 | 3,1 | 0,4 | 0,2 | 7,9 |
| 2018     | Indiana Pacers    | 7  | 0  | 20,4 | 36,4 | 27,3 | 100  | 2,4 | 3,0 | 1,3 | 0,3 | 4,7 |
| 2019     | Indiana Pacers    | 4  | 0  | 21,3 | 50,0 | 44,4 | 100  | 1,8 | 1,0 | 1,0 | 0,0 | 7,5 |
| 2025     | Orlando Magic     | 5  | 5  | 24,8 | 41,7 | 31,3 | -    | 1,8 | 3,0 | 1,0 | 0,4 | 5,0 |
| Carriera | Carriera          | 87 | 7  | 15,1 | 45,8 | 32,3 | 75,9 | 1,6 | 1,7 | 0,6 | 0,1 | 5,2 |

#### Massimi in carriera
- Massimo di punti: 33 vs Brooklyn Nets (17 gennaio 2017)[2]
- Massimo di rimbalzi: 11 vs Brooklyn Nets (14 febbraio 2018)
- Massimo di assist: 14 vs Phoenix Suns (19 dicembre 2019)
- Massimo di palle rubate: 5 (2 volte)
- Massimo di stoppate: 3 vs Miami Heat (12 marzo 2016)
- Massimo di minuti giocati: 43 vs Portland Trail Blazers (19 dicembre 2014)

### G League
| Anno       | Squadra      | PG | PT | MP   | TC%  | 3P%  | TL%  | RP  | AP  | PRP | SP  | PP   |
| ---------- | ------------ | -- | -- | ---- | ---- | ---- | ---- | --- | --- | --- | --- | ---- |
| 2011-2012† | Austin Spurs | 14 | 12 | 32,9 | 45,9 | 36,7 | 92,3 | 5,1 | 5,1 | 1,3 | 0,6 | 13,8 |
| 2012-2013  | Austin Spurs | 26 | 26 | 38,5 | 45,8 | 47,9 | 80,4 | 4,8 | 5,5 | 1,9 | 0,4 | 19,4 |
| Carriera   | Carriera     | 40 | 38 | 36,6 | 45,8 | 44,7 | 83,5 | 5,0 | 5,4 | 1,7 | 0,5 | 17,4 |

## Palmarès
- Campionato NBA: 1

San Antonio Spurs: 2014
- McDonald's All-American Game (2010)
- Campionato NBA D-League: 1

Austin Spurs: 2012
- All-NBDL Second Team (2013)
- All-NBDL All-Defensive Second Team (2013)